# Thunderstick
Thunderstick, vlastním jménem Barry Graham Purkis, (* 7. prosince 1954 Londýn) je anglický bubeník, vystupující v masce. Začínal počátkem 70. let; prošel několika kapelami, včetně The Primitives, kteří působili v Itálii. V letech 1977–1978 hrál v heavymetalové skupině Iron Maiden, dlouho před vznikem jejích prvních studiových nahrávek. Následně nahradil Clive Burra (pozdějšího člena Iron Maiden) ve skupině Samson. S tou nahrál její první tři studiová alba: Survivors (1979), Head On (1980) a Shock Tactics (1981). Následně ji opustil a krátce se vrátil až na přelomu tisíciletí. Po prvním odchodu se vydal na sólovou dráhu a za doprovodu stejnojmenné skupiny vydal v roce 1983 EP Feel Like Rock 'n' Roll? a v následujícím roce první dlouhohrající desku Beauty and the Beasts. Další album vydal až v roce 2017 pod názvem Something Wicked This Way Comes. O tři roky později vyšlo koncertní album Something Wicked This Way Came: Live in France. V roce 2023 vydal třetí studiové album Lockdown.